# Co się zdarzyło Baby Jane?

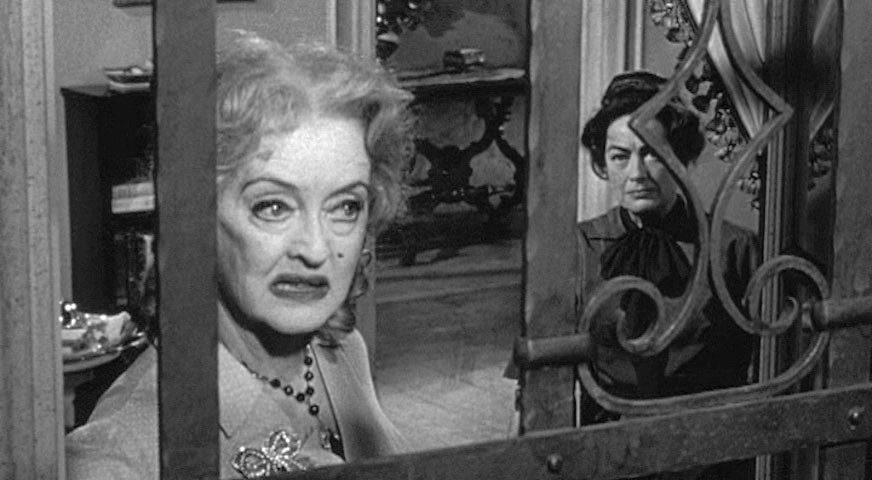
Davis otrzymała nominację do Oscara za rolę Baby Jane Hudson, po prawej z tyłu Joan Crawford.

Co się zdarzyło Baby Jane? (ang. What Ever Happened to Baby Jane?) – thriller produkcji amerykańskiej z 1962 roku. W rolach głównych wystąpiły Bette Davis i Joan Crawford. Zdjęcia kręcono w Los Angeles i Malibu.
Film został wyreżyserowany i wyprodukowany przez Roberta Aldricha, scenariusz napisali Lukas Heller i Harry Essex na podstawie powieści Henry'ego Farrella What Ever Happened to Baby Jane?. Muzykę skomponował Frank De Vol.
Wydano dwa single promujące film: „I've Written a Letter to Daddy” i „What Ever Happened to Baby Jane?” w wykonaniu Bette Davis i Debbie Burton, która podłożyła głos pod śpiew młodej Baby Jane Hudson.

## Obsada
- Bette Davis jako Jane Hudson
  - Julie Allred jako młoda Jane
  - Debbie Burton jako młoda Jane (głos wokalny)
- Joan Crawford jako Blanche Hudson
  - Gina Gillespie jako młoda Blanche
- Victor Buono jako Edwin Flagg
- Maidie Norman jako Elvira Stitt
- Anna Lee jako Pani Bates
- B.D. Merrill jako Liza Bates
- Marjorie Bennett jako Dehlia Flagg
- Dave Willock jako Ray Hudson

## Nagrody i nominacje
Co się zdarzyło Baby Jane? otrzymał Oscara w kategorii Najlepsze Kostiumy (Norma Koch). Film został nominowany w kategorii Najlepszej Aktorka pierwszoplanowa (Bette Davis), Najlepszy Aktor w roli drugoplanowej (Victor Buono), Najlepsze Zdjęcia (Ernest Haller) i Najlepszy Dźwięk (Joseph D. Kelly).
Film otrzymał także nominacje do Złotego Globu w kategorii Najlepsza Aktorka pierwszoplanowa (Bette Davis) oraz Najlepszy Aktor w roli drugoplanowej (Victor Buono). Film otrzymał również nominacje do nagrody BAFTA w kategorii Najlepsza Aktorka Zagraniczna (Bette Davis, Joan Crawford).